# Kilpin Pike
Kilpin Pike – wieś w Anglii, w hrabstwie East Riding of Yorkshire. Leży 34 km na zachód od miasta Hull i 252 km na północ od Londynu.